# Nick (Vas)
Nick est un village et une commune du comitat de Vas en Hongrie.